# Liste von Bäumen und Sträuchern in Mitteleuropa

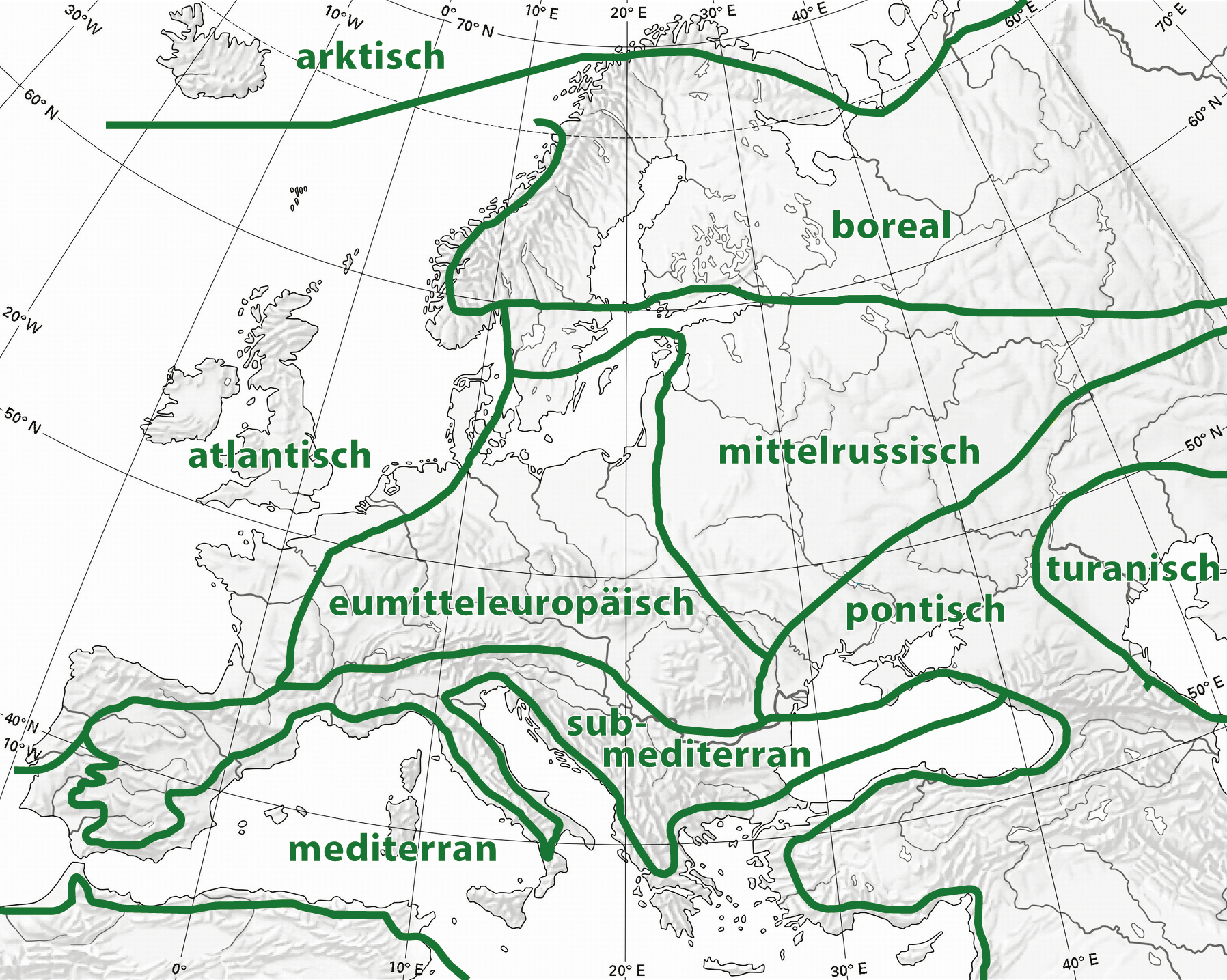
Floristische Zonen nach Wolfgang Frey und Rainer Lösch, 2004

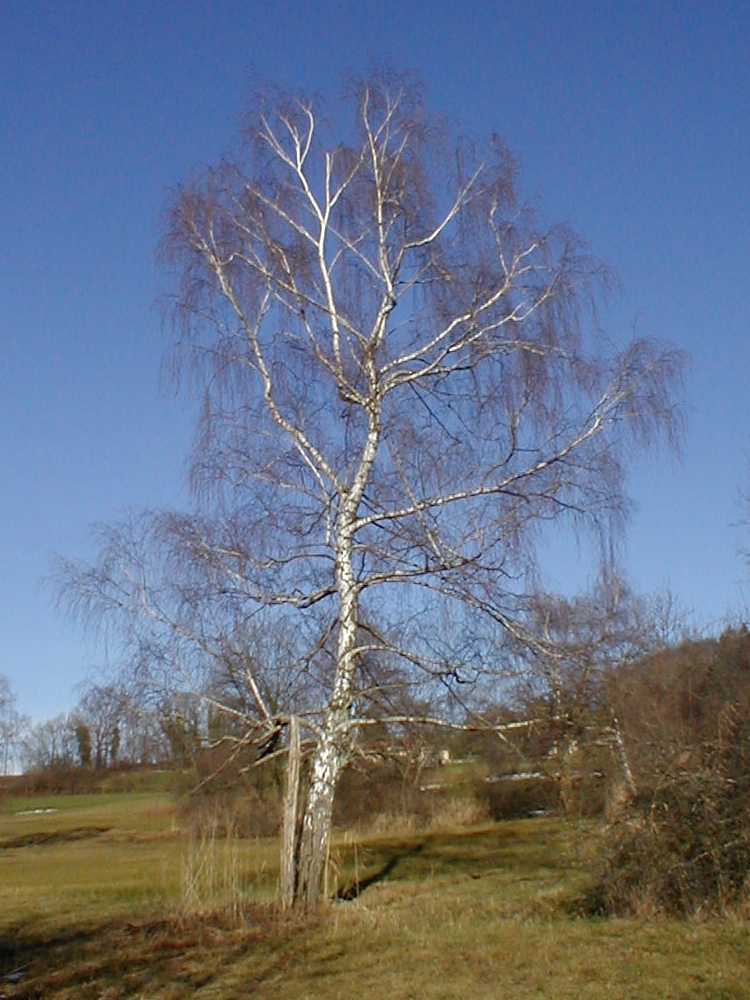
Birke

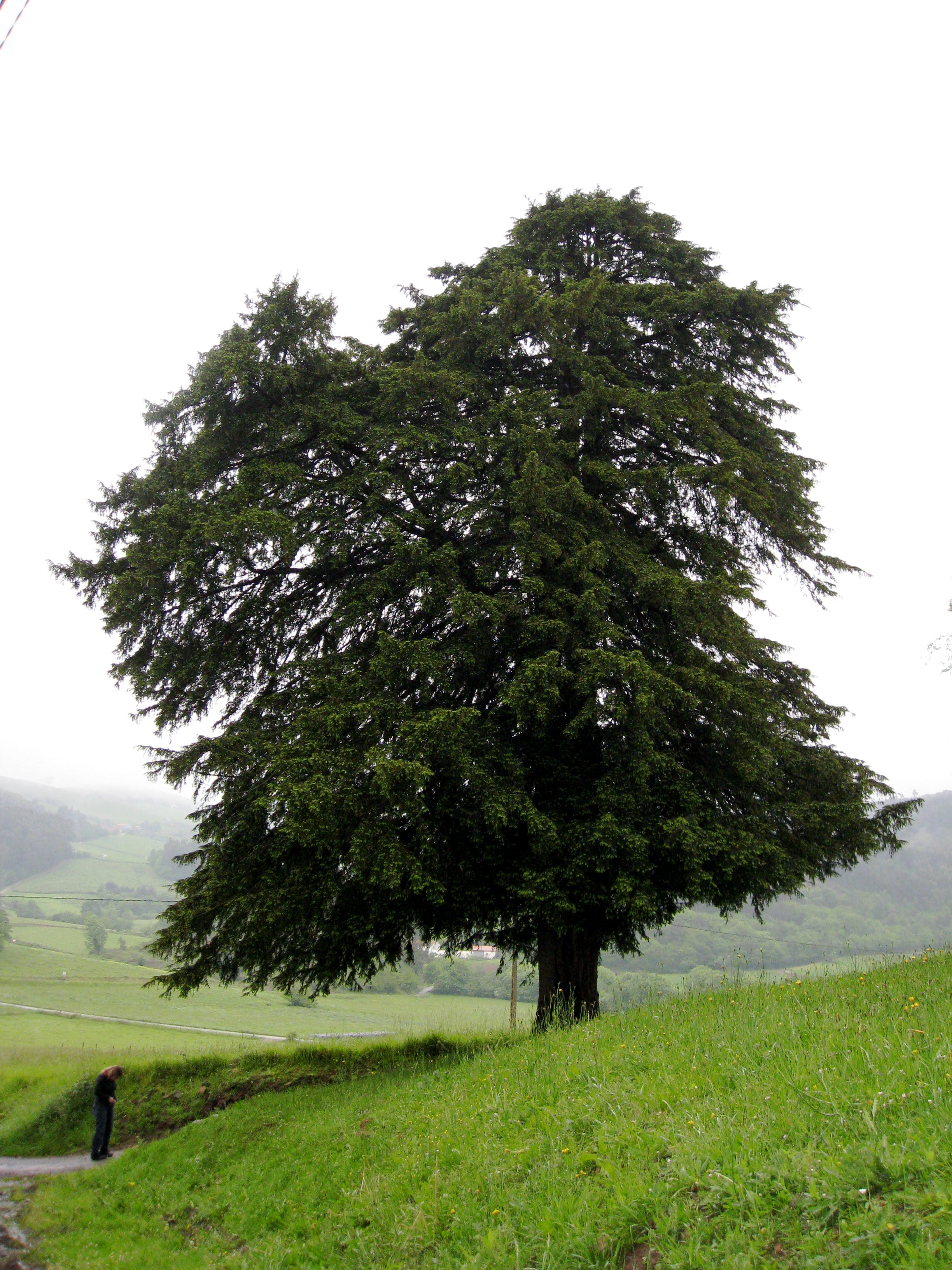
Europäische Eibe

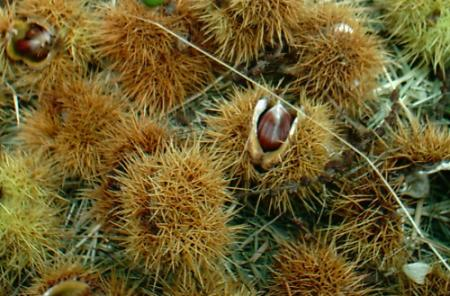
Früchte der Esskastanie

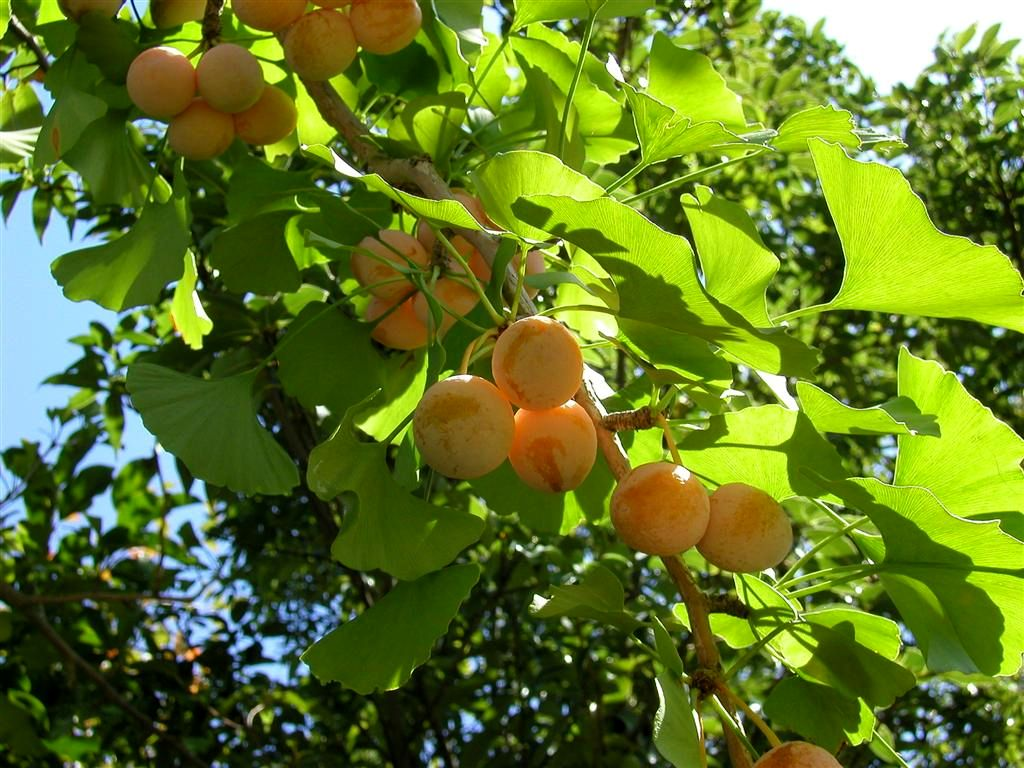
Zweig des Ginkgo-Baums

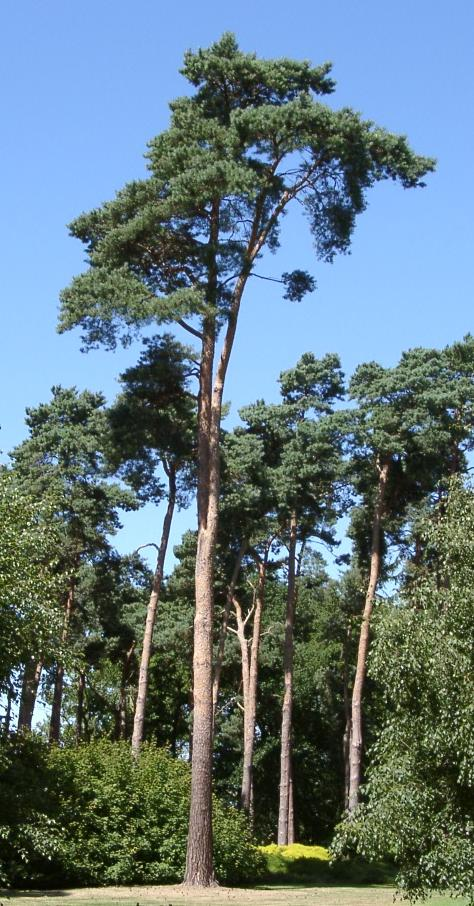
Gemeine Kiefer

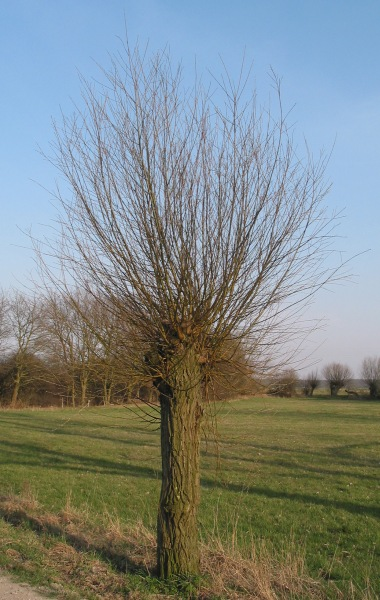
Korb-Weide

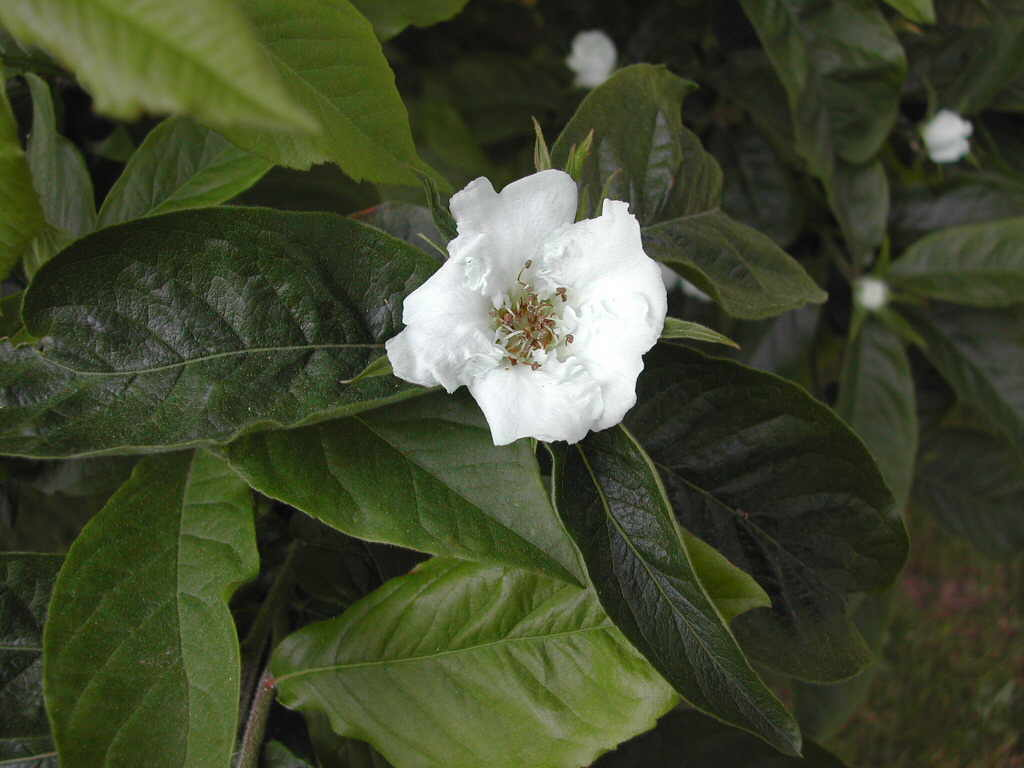
Mispel

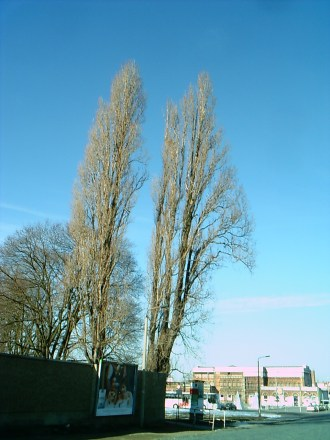
Pappel

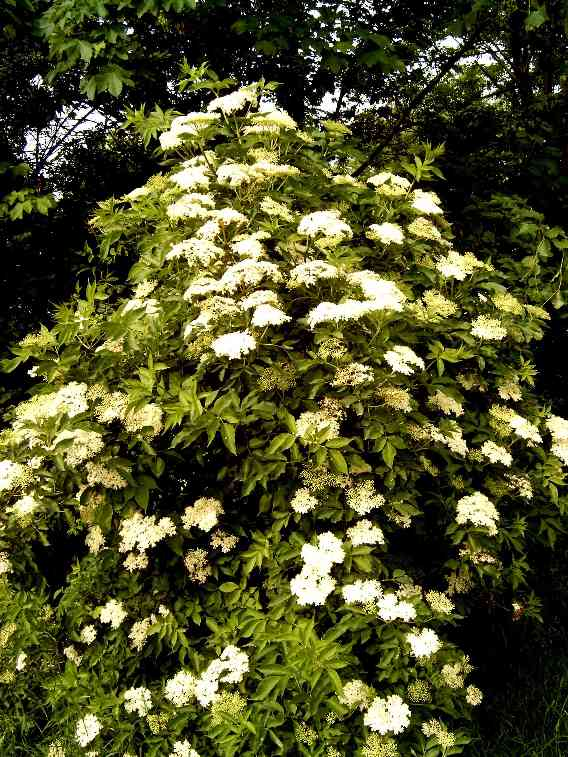
Blüten des Schwarzen Holunders

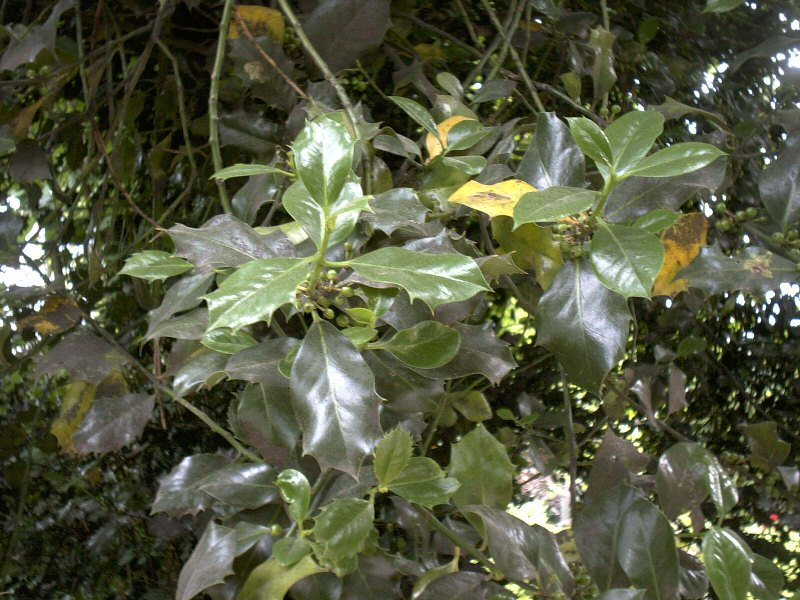
Stechpalme

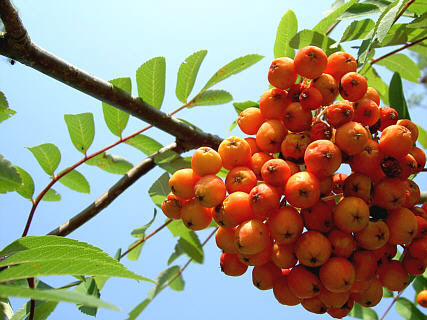
Früchte der Vogelbeere oder Eberesche

Diese Liste von Bäumen und Sträuchern in Mitteleuropa umfasst Bäume und Sträucher, also alle Gehölze, die in Mitteleuropa beziehungsweise im deutschsprachigen Raum heimisch sind oder im größeren Umfang kultiviert werden.
Für in der Schweiz einheimische oder eingebürgerte Gehölzarten vergleiche auch Liste von Gehölzen in der Schweiz.

## Nacktsamer
Die Nacktsamigen Pflanzen entwickelten sich im Oberperm und sind heute vor allem durch Nadelholzgewächse vertreten.

### Meerträubelgewächse
Die Familie der Meerträubelgewächse (Ephedraceae) besteht aus einer Gattung mit 35–70 Arten in Eurasien, Afrika, Nord- und Südamerika.
- Schweizer Meerträubel (Ephedra helvetica), Strauch bis 50 cm, einheimisch

### Kieferngewächse
Die Familie der Kieferngewächse (Pinaceae) umfasst weltweit 9 Gattungen mit 225 Arten, unter anderen die Gattungen Tannen (Abies), Zedern (Cedrus), Schierlingstannen (Tsuga), Kiefern (Pinus), Lärchen (Larix) und Douglasien (Pseudotsuga). Die Forstwirtschaft macht von den Arten dieser Familie regen Gebrauch.

#### Tannen
- Weißtanne, Edeltanne (Abies alba), Baum, 30 bis 60 m, einheimisch
- Nikko-Tanne (Abies homolepis), Baum, bis 30 m, Heimat: Japan
- Riesen-Tanne, Küsten-Tanne (Abies grandis), Baum, bis 80 m, Heimat: Nordamerika
- Nordmanntanne (Abies nordmanniana), Baum, bis 30 m, angebaut (v. a. als Weihnachtsbaum) Heimat: Kaukasus

#### Schierlingstannen
- Westamerikanische Hemlocktanne (Tsuga heterophylla), Baum, bis 60 (75) m, Heimat: Nordamerika

#### Fichten
- Gemeine Fichte (Picea abies), Baum, 30 bis 50 m, einheimisch
- Serbische Fichte, Omorikafichte (Picea omorika), Baum, bis 30 m, Zierbaum, selten forstlich angebaut. Heimat: Bosnien-Herzegowina, Serbien
- Blaufichte, Stech-Fichte (Picea pungens), Baum, bis 35 m, Zier- und Forstbaum. Heimat: Nordwestamerika
- Sitka-Fichte (Picea sitchensis), Baum, bis 80 m, Zier- und Forstbaum. Heimat: Nordamerika

#### Kiefern
- Zirbelkiefer, Zirbe, Arve (Pinus cembra), Baum, 10 bis 20 m, einheimisch (Alpen)
- Krummholz-Kiefer, Bergkiefer, Legföhre, Latsche (Pinus mugo), Strauch, 3 bis 5 m, einheimisch (Alpen)
  - Gewöhnliche Krummholz-Kiefer (Pinus mugo subsp. mugo)
  - Zwerg-Krummholz-Kiefer (Pinus mugo subsp. pumilio)
  - Moorkiefer (Pinus mugo subsp. rotundata), Strauch oder Baum, bis 10 m, einheimisch
- Spirke (Pinus uncinata, auch Pinus mugo subsp. uncinata), Baum, 10 bis 20 m, einheimisch (Alpen)
- Wald-Kiefer, auch Rotföhre, Gemeine Kiefer (Pinus sylvestris), Baum, 40 bis 50 m, einheimisch
  - Gewöhnliche Wald-Kiefer (Pinus sylvestris subsp. sylvestris)
  - Engadiner Wald-Kiefer (Pinus sylvestris subsp. engadinensis), einheimisch
- Schwarzkiefer, Schwarzföhre (Pinus nigra subsp. nigra), Baum, 20 bis 35 m, In Österreich einheimisch, in Deutschland gepflanzt, vereinzelt verwildernd
- Küsten-Kiefer, Dreh-Kiefer (Pinus contorta), Baum, bis 50 m, Heimat: Nordamerika, in Deutschland sehr selten forstlich angebaut
- Weymouthskiefer (Pinus strobus), Baum, bis 60 m, Heimat: Nordamerika, forstlich angebaut und verwildernd

#### Lärchen
- Europäische Lärche (Larix decidua), Baum, bis 40 m, einheimisch (Alpen)
- Japanische Lärche (Larix kaempferi), Baum, bis 30 m, kultiviert, Heimat: Japan.
- Bastard-Lärche (Larix × eurolepis), Hybrid aus Japanischer und Europäischer Lärche, forstlich angebaut.

#### Douglasien
- Douglasie (Pseudotsuga menziesii), Baum, 50 bis 60 m, kultiviert und eingebürgert, Heimat: Nordamerika

### Zypressengewächse
Die Familie der Zypressengewächse (Cupressaceae) enthält 30 Gattungen mit 142 Arten. Nur zwei Arten sind heimisch, die anderen werden in erster Linie als Ziergehölze angebaut.
- Gemeiner Wacholder (Juniperus communis), Strauch/Baum, bis 6 (12) m, einheimisch
  - Gewöhnlicher Wacholder (Juniperus communis subsp. communis)
  - Zwerg-Wacholder (Juniperus communis subsp. alpina)
- Sadebaum, Stink-Wacholder (Juniperus sabina), Strauch, 0,5 bis 2 (12) m, einheimisch (in D nur bayerische Alpen)
- Scheinzypressen (Chamaecyparis)
  - Lawsons Scheinzypresse (Chamaecyparis lawsoniana), Baum, bis 65 m, Heimat: Nordamerika.
  - Erbsenfrüchtige Scheinzypresse (Chamaecyparis pisifera), Baum, Heimat: Japan.
- Morgenländischer Lebensbaum (Platycladus orientalis), Baum, bis 20 m, Heimat: Nordostasien.
- Abendländischer Lebensbaum (Thuja occidentalis), Baum, bis 38 m, Heimat: Nordamerika.
- Riesen-Lebensbaum (Thuja plicata), Baum, bis 60 m, Heimat: Nordamerika.

### Eibengewächse
Zu den Eibengewächsen (Taxaceae) zählen weltweit 5 Gattungen mit 18 Arten. In Mitteleuropa kommt nur eine Art aus der Gattung der Eiben vor.
- Europäische Eibe (Taxus baccata), Baum, bis 20 m, einheimisch

## Bedecktsamer

### Nachtschattengewächse
- Gemeiner Bocksdorn (Lycium barbarum), Strauch, 1 bis 4 m, eingebürgert. Heimat: Ostasien bis Mittelmeerraum
- Chinesischer Bocksdorn (Lycium chinense), Strauch, bis 1 m, möglicherweise eingebürgert. Heimat: Ostasien

### Rachenblütler (Braunwurzgewächse)
- Blauglockenbaum (Paulownia tomentosa), Baum, bis 15 m, kultiviert, seit wenigen Jahren verwildernd. Heimat: China

### Weidengewächse
Zur Familie der Weidengewächse (Salicaceae) zählen in Mitteleuropa die Gattungen Weiden (Salix) und Pappel (Populus). Die Familie umfasst weltweit 350 Arten. Mit rund drei Dutzend Arten gehören die Weiden zu den artenreichsten Gehölzgattungen Mitteleuropas.

#### Weiden
Die Weiden sind artenreich vertreten. Zu den Bäumen und Sträuchern, die höher als 4 m werden, zählen:
- Spitzblättrige Weide (S. acutifolia), 3–10 m, kultiviert und (selten) eingebürgert
- Silber-Weide (S. alba), 6–35 m, einheimisch
  - Gelbe Weide, auch Dotter-Weide (S. alba subsp. vitellina), lokal eingebürgert
- Fuchsschwanz-Weide (S. × alopecuroides): S. fragilis × S. triandra, einheimisch
- Großblatt-Weide (S. appendiculata), 2–6 m, einheimisch
- Sal-Weide (S. caprea), 3–10 m, einheimisch
- Reif-Weide (S. daphnoides), 3–12 m, einheimisch
- Filzast-Weide (S. dasyclados), 4–6 m, einheimisch
- Lavendel-Weide (S. eleagnos), 3-6 (20) m, einheimisch
- Bruch-Weide (S. fragilis), 3–25 m, einheimisch
- Zerbrechliche Lorbeer-Weide (S. × meyeriana): S. pentandra × S. fragilis, bis 20 m, einheimisch
- Lorbeer-Weide (S. pentandra), 4-7 (15) m, einheimisch
- Purpur-Weide (S. purpurea), bis 6 m, einheimisch
- Hohe Weide, Fahl-Weide (S. × rubens): S. alba × S. fragilis, ? m, einheimisch
- Blend-Weide (S. × rubra): S. purpurea × S. viminalis, einheimisch
- Kübler-Weide (S. × smithiana): S. caprea × S. viminalis, ? m, einheimisch
- Korb-Weide (S. viminalis), 3-5 (10) m, einheimisch

Kleine Arten bis 4 m Höhe sind:
- Alpen-Weide (S. alpina), Zwergstrauch, einheimisch (in Deutschland ausgestorben)
- Bastard-Ohrweide (S. × ambigua): S. repens × S. aurita, Strauch, bis 1,5 m, einheimisch
- Ohr-Weide (S. aurita), bis 2 (3) m, einheimisch
- Zweifarben-Weide (S. bicolor), kleiner Strauch, bis 5 m, einheimisch (in Deutschland ausgestorben)
- Kurzzahn-Weide, Matten-Weide (S. breviserrata), Zwergstrauch, in Österreich und Schweiz einheimisch, nicht in Deutschland
- Blau-Weide (S. caesia), kleiner Strauch, in Österreich und Schweiz einheimisch, nicht in Deutschland
- Asch-Weide oder Grau-Weide (S. cinerea), 4 m, einheimisch
  - Rostrote Weide (S. cinerea subsp. oleifolia), einheimisch
- Ruch-Weide (S. foetida), 2 m, alpin, in Österreich und Schweiz einheimisch, nicht in Deutschland
- Kahl-Weide, Glanz-Weide (S. glabra), Zwergstrauch, bis 1,5 m, einheimisch (Ostalpen)
- Seiden-Weide (S. glaucosericea), Zwergstrauch, in Österreich und Schweiz einheimisch, nicht in Deutschland
- Spieß-Weide (S. hastata), Zwergstrauch, bis 1,5 m, einheimisch
- Hochtal-Weide (S. hegetschweileri), bis 4 m, alpin, in Österreich und Schweiz einheimisch, nicht in Deutschland
- Schweizer Weide (S. helvetica), kleiner Strauch, bis 1,5 m, in Österreich und Schweiz einheimisch, nicht in Deutschland
- Krautweide (S. herbacea), Zwergstrauch, einheimisch
- Flaum-Weide (S. laggeri), kleiner Strauch, bis 2 m, alpin, in Österreich und Schweiz einheimisch, nicht in Deutschland
- Lappland-Weide (S. lapponum), Zwergstrauch, Nordeuropa (Vorposten im Riesengebirge), nicht in Deutschland
- Busch-Weide (S. × mollissima): S. triandra × S. viminalis, einheimisch
- Vielnervige Weide (S. × multinervis): S. aurita × S. cinerea, 3–5 m, einheimisch
- Schwarz-Weide (S. myrsinifolia), bis 4 m, einheimisch
- Heidelbeer-Weide (S. myrtilloides), Zwergstrauch, 0,5 m, einheimisch
- Kriech-Weide (S. repens), kleiner Strauch, bis 1 m
  - Rosmarin-Weide (Salix repens subsp. rosmarinifolia), einheimisch
  - Sand-Kriech-Weide (Salix repens subsp. arenaria), einheimisch
  - Dünen-Kriech-Weide (Salix repens subsp. dunensis), einheimisch
- Netz-Weide (S. reticulata), Zwergstrauch, einheimisch
- Stumpfblättrige Weide (S. retusa): Syn.: Salix kitaibeliana, Zwergstrauch, einheimisch
- Quendel-Weide (S. serpyllifolia), Zwergstrauch, einheimisch
- Bleiche Weide (S. starkeana), Zwergstrauch, bis 1 m, einheimisch
- Mandel-Weide (S. triandra), 1,5-4 (8) m, einheimisch
  - Gewöhnliche Mandel-Weide (S. triandra subsp. triandra)
  - Bereifte Mandel-Weide (S. triandra subsp. amygdalina)
- Bäumchen-Weide (S. waldsteiniana), Zwergstrauch, 1 m, einheimisch

Die hochalpinen Arten Kraut-Weide (S. herbacea), Netz-Weide (S. reticulata) und Stumpfblättrige Weide (S. retusa) werden unter dem Begriff „Gletscher-Weiden“ zusammengefasst.

#### Pappeln
- Silber-Pappel (Populus alba), Baum, bis 35 m, einheimisch
- Zitter-Pappel, Espe (Populus tremula), Baum/Strauch, bis 10 (30) m, einheimisch
- Grau-Pappel (Populus × canescens), Baum, bis 30 m, einheimisch. Hybrid aus Silber-Pappel und Zitter-Pappel.
- Schwarz-Pappel (Populus nigra), Baum, bis 30 m, einheimisch, in Deutschland gefährdet (Rote Liste 3)
- Bastard-Schwarz-Pappel (Populus × canadensis), Baum, bis 30 m, eingebürgert. Hybrid aus europäischer und amerikanischer Art
- Balsam-Pappel (Populus balsamifera), Baum, Heimat: Nordamerika
- Westliche Balsam-Pappel (Populus trichocarpa), Baum, bis 35 m, eingebürgert. Heimat: Nordamerika.

### Gagelgewächse
- Gagelstrauch (Myrica gale), Strauch, 0,3–2,5 m, einheimisch

### Walnussgewächse
- Echte Walnuss (Juglans regia), Baum, 10 bis 25 m, Heimat: Südeuropa, eingebürgert.
- Schwarznuss (Juglans nigra), Baum, bis 30 m, Heimat: Nordamerika, nur angepflanzt.
- Kaukasische Flügelnuss (Pterocarya fraxinifolia), Baum, bis 25 m, Heimat: Asien, nur angepflanzt.

### Birkengewächse (Betulaceae)
Zur Familie der Birkengewächse (Betulaceae) gehören die Gattungen Birken (Betula) und Erlen (Alnus) mit weltweit etwa 95 Arten. Heute gehören auch die Haselnussgewächse (Coryloideae) als eine Unterfamilie zu den Birkengewächse (Betulaceae).

#### Birkengewächse (Betuloideae)
Birken (Betula)

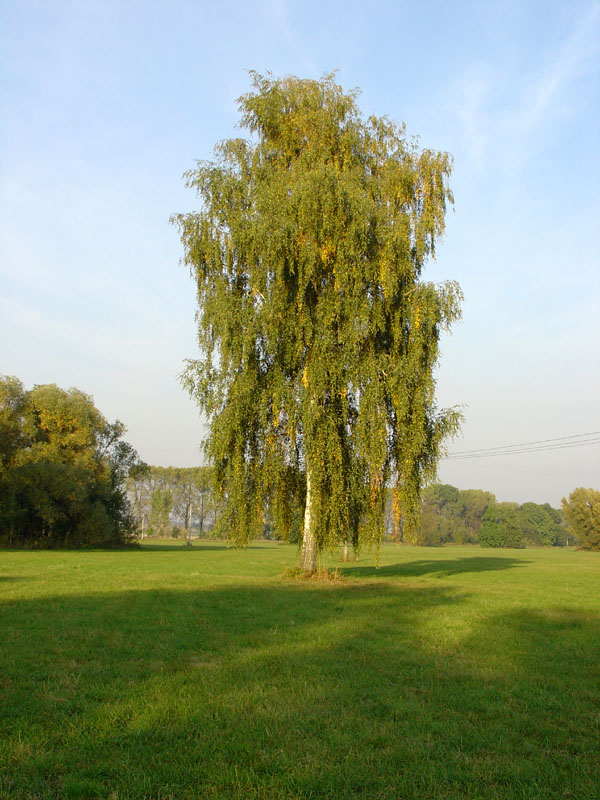
Hänge-Birke (Betula pendula)

- Hänge-Birke, Sandbirke, Trauerbirke (Betula pendula), Baum, bis 30 m, einheimisch
- Moorbirke, Haarbirke, Flaumbirke (Betula pubescens), Baum, einheimisch
  - Moorbirke (Betula pubescens subsp. pubescens)
  - Karpaten-Birke (Betula pubescens subsp. carpatica), Strauch, 1 bis 3 (8) m, einheimisch
- Zwerg-Birke (Betula nana), Strauch, 0,2 bis 0,5 (1,2) m, einheimisch
- Strauch-Birke (Betula humilis), Strauch, 0,5 bis 2,5 m, einheimisch.

Erlen (Alnus)
- Schwarz-Erle (Alnus glutinosa), Baum, bis 25 m, einheimisch
- Grau-Erle, Weißerle (Alnus incana), Baum, einheimisch
- Grün-Erle, Alpen-Erle (Alnus viridis subsp. viridis, = Alnus alnobetula), Strauch, bis 3 m, einheimisch
- Herzblättrige Erle, Italienische Erle (Alnus cordata), Baum, bis 15 m, Heimat: Kalabrien und Korsika.
- Rot-Erle (Alnus rubra), aus Amerika

#### Haselnussgewächse (Coryloideae)
Die Haselnussgewächse (Coryloideae) sind eine Unterfamilie der Birkengewächse (Betulaceae) und sind mit folgenden Arten vertreten:
- Hainbuche (Carpinus betulus), Baum, bis 25 m, einheimisch
- Europäische Hopfenbuche (Ostrya carpinifolia), Baum bis 20 m, einheimisch
- Gemeine Haselnuss (Corylus avellana), Strauch, bis 6 m, einheimisch
- Baum-Hasel (Corylus colurna), Baum bis 20 m, Südosteuropa, Asien, als Park- und Alleebaum angepflanzt

### Buchengewächse
Den Buchengewächse (Fagaceae) rechnet man weltweit 6 bis 9 Gattungen und über 800 Arten zu. In Deutschland kommen die Gattungen Buche (Fagus), Eichen (Quercus) und Esskastanie (Castanea) vor.

#### Buchen
- Rotbuche (Fagus sylvatica), Baum, bis 45 m, einheimisch

#### Kastanien
- Echte Kastanie, Esskastanie (Castanea sativa), Baum, 10–35 m, Archäophyt, Heimat: Süd- und Westeuropa, Nordafrika

#### Eichen
- Stieleiche (Quercus robur), Baum, bis 50 m, einheimisch
- Traubeneiche (Quercus petraea), Baum, 18 bis 30 (40) m, einheimisch
- Zerr-Eiche (Quercus cerris), Baum, bis 35 m, einheimisch
- Flaum-Eiche (Quercus pubescens), Baum, bis 20 m, einheimisch
- Roteiche (Quercus rubra), Baum, bis 35 m, Heimat: Nordamerika, forstlich angebaut
- Sumpf-Eiche (Quercus palustris), Baum, bis 25 m, Heimat: Nordamerika

### Ulmengewächse
Die Ulmengewächse (Ulmaceae) sind eine Familie bestehend aus 18 Gattungen und 150 Arten, die meisten davon Bäume. Durch das Ulmensterben sind die drei heimischen Arten selten geworden.
- Bergulme (Ulmus glabra), Baum, 30 bis 40 m, einheimisch
- Flatter-Ulme (Ulmus laevis), Baum, bis 35 m, einheimisch
- Feld-Ulme (Ulmus minor), Baum, bis 40 m, einheimisch
- Englische Ulme (Ulmus procera), Baum, bis 40 m, selten gepflanzt

### Hanfgewächse
- Amerikanischer Zürgelbaum (Celtis occidentalis), Baum, bis 25 m, lokal eingebürgert, Heimat: östliches Nordamerika
- Europäischer Zürgelbaum (Celtis australis), Baum, bis 25 m, überwiegend angepflanzt, Heimat: südliches Europa, Nordafrika

### Platanengewächse
- Ahornblättrige Platane (Platanus × hispanica), Baum, 10–35 m, kultiviert

### Seifenbaumgewächse
Zu den Seifenbaumgewächsen (Sapindaceae) zählen heute 2 wichtige Gattungen, die beide zur Unterfamilie der Rosskastaniengewächse (Hippocastanoideae) gehören:
- Gattung: Ahorne (Acer)
  - Bergahorn (Acer pseudoplatanus), Baum, bis 30 m, einheimisch
  - Feldahorn (Acer campestre), Baum, bis 15 m, einheimisch
  - Spitzahorn (Acer platanoides), Strauch/Baum, bis 25 m, einheimisch
  - Burgenahorn (Acer monspessulanum) Strauch/Baum, bis 6 (10) m, einheimisch im Südwesten Deutschlands
  - Schneeball-Ahorn (Acer opalus), Baum, bis 20 m, einheimisch (in Deutschland extrem selten, am Oberrhein)
  - Eschen-Ahorn (Acer negundo), Baum, bis 6 (25) m, eingebürgert, Heimat: Nordamerika
  - Zucker-Ahorn (Acer saccharum), Baum bis 35 m, angepflanzt, Heimat: Nordamerika
  - Silber-Ahorn (Acer saccharinum), Baum bis 35 m, angepflanzt, Heimat: Nordamerika
- Gattung: Rosskastanien (Aesculus)
  - Gewöhnliche Rosskastanie (Aesculus hippocastanum), Baum, bis 25 m, Heimat: Südosteuropa
  - Fleischrote Rosskastanie oder Rotblühende Rosskastanie (Aesculus × carnea), Hybrid

### Sumachgewächse
- Essigbaum (Rhus typhina), Strauch, 3–5 m, Zierstrauch, zunehmend verwildernd. Heimat: Nordamerika.

### Stechpalmengewächse
- Stechpalme (Ilex aquifolium), Strauch/Baum, 1–10 m, einheimisch

### Lindengewächse
Die Lindengewächse (Tilioideae) sind jetzt eine Unterfamilie der Malvengewächse (Malvaceae), mit 50 Gattungen und 450 Arten, besitzen in Mitteleuropa zwei Vertreter.
- Winter-Linde (Tilia cordata), Baum, bis 25 m, einheimisch
- Sommerlinde (Tilia platyphyllos), Baum, bis 30 m, einheimisch
- Silber-Linde (Tilia tomentosa), Baum, bis 30 m, angepflanzt als Straßenbaum, unbeständig verwildernd[2], Heimat: Balkan und Kleinasien
- Krim-Linde (Tilia × euchlora), Baum, bis 18 m, angepflanzt als Straßenbaum, Hybrid

Des Weiteren gibt es in Mitteleuropa auch einen natürlichen Hybriden der zwei erstgenannten Vertreter:
- Holländische Linde (Tilia × vulgaris), Baum, bis 40 m, einheimisch

### Ölbaumgewächse
Zur Familie der Ölbaumgewächse (Oleaceae) zählt in Südeuropa auch der Olivenbaum:
- Gemeine Esche (Fraxinus excelsior), Baum, 10–40 m, einheimisch
- Schmalblättrige Esche (Fraxinus angustifolia), Baum, 20 bis 30 m, einheimisch im Osten Österreichs (Donau-, Marchauen)
- Manna-Esche (Fraxinus ornus), Baum, 5–10 m, eingebürgert, Heimat: Südeuropa
- Pennsylvanische Esche (Fraxinus pennsylvanica), Baum, 16 bis 48 m, eingebürgert, Heimat: Nordamerika
- Gemeiner Liguster, Rainweide (Ligustrum vulgare), Strauch, 1–5 m, einheimisch
- Gemeiner Flieder (Syringa vulgaris), Strauch, bis 2 (10) m, kultiviert und eingebürgert, Heimat: Südeuropa
- weitere Arten von Ziersträuchern (Flieder, Forsythie) werden kultiviert

### Sommerfliedergewächse
- Schmetterlingsflieder (Buddleja davidii), Strauch, bis 4 m, eingebürgert. Heimat: Ostasien

### Bittereschengewächse
- Götterbaum (Ailanthus altissima), Baum, 10 bis 30 m, eingebürgert, Heimat: China

### Buchsgewächse
- Buchsbaum (Buxus sempervirens), Strauch, 0,3–2,0 (4,0) m, einheimisch (Südwesten), häufig kultiviert

### Kreuzdorngewächse
Die Familie der Kreuzdorngewächse (Rhamnaceae) ist weltweit mit 55 Gattungen und 900 Arten vertreten. Von den Blättern dieser Sträucher leben die Raupen des Zitronenfalters.
- Purgier-Kreuzdorn, Echter Kreuzdorn (Rhamnus cathartica), Strauch/Baum, 3 (6) m, einheimisch
- Zwerg-Kreuzdorn (Rhamnus pumila), Zwergstrauch, bis 0,15 m, einheimisch (Alpen)
- Faulbaum (Frangula alnus), Strauch, 4 (5) m, einheimisch
- Felsen-Kreuzdorn (Frangula saxatilis, Syn. Rhamnus saxatilis Jacq.), 0,2 bis 1,5 m, einheimisch

### Rosengewächse
Die Rosengewächse (Rosaceae) sind mit 12 Unterfamilien, 122 Gattungen und etwa 3.370 Arten eine große Familie. Aus ihnen gehen viele Obstsorten hervor. Die Unterfamilien unterscheiden die Rosengewächse nach ihrer Fruchtart (Kernobst, Steinobst usw.).

#### Kernobst
Zur Subtribus der Kernobstgewächse (Pyrinae) zählen die Gattungen Apfel (Malus), Birne (Pyrus), Quitte (Cydonia), Mehlbeere (Sorbus), Mispel (Mespilus) und Weißdorn (Crataegus).
- Holzapfel (Malus sylvestris), Baum, bis 15 m, einheimisch
- Apfelbaum (Malus domestica), Baum, kultiviert
- Wildbirne (Pyrus pyraster), Baum, bis 20 m, einheimisch
- Kulturbirne (Pyrus communis), Baum, bis 20 m, Archäophyt, kultiviert
- Echte Quitte (Cydonia oblonga), Strauch, 1,20–8,00 m, kultiviert, selten eingebürgert, Heimat: Vorderasien
- Japanische Zierquitte (Chaenomeles japonica), Strauch, 0,60–2 m, kultiviert, Heimat: Japan
- Chinesische Zierquitte (Chaenomeles speciosa), Strauch, 2–5 m, kultiviert, Heimat: China
- Gattung: Mehlbeeren und Ebereschen (Sorbus). Die Gattung umfasst zahlreiche schwierig bestimmbare Arten und ist unzureichend erforscht. Möglicherweise gibt es allein in Bayern mehr als 50 Arten.[3]
  - Allgäuer Mehlbeere (Sorbus algoviensis), Strauch, bis 2 m, einheimisch (Allgäu)
  - Echte Mehlbeere (Sorbus aria), Strauch, bis 15 m, einheimisch
  - Vogelbeere, Eberesche (Sorbus aucuparia), Baum, bis 15 m, einheimisch
  - Gebirgs-Vogelbeere (Sorbus aucuparia subsp. glabrata), einheimisch
  - Österreichische Mehlbeere (Sorbus austriaca), einheimisch (Ostalpen)
  - Zwerg-Mehlbeere (Sorbus chamaemespilus), Strauch, 0,6–1,5 m, einheimisch
  - Donau-Mehlbeere (Sorbus danubialis), Strauch, bis 5 m, einheimisch
  - Dörrs Mehlbeere (Sorbus doerriana), Strauch, 1,5 bis 4 m, einheimisch (Allgäu)
  - Speierling (Sorbus domestica), Baum, als Einzelbaum ca. 15 m, als Waldbaum bis über 30 m, einheimisch
  - Griechische Mehlbeere (Sorbus graeca), Baum, bis 10 m, einheimisch
  - Schwedische Mehlbeere (Sorbus intermedia), Baum, 3-10 (20) m, eingebürgert (Ostseeküste), häufig angepflanzt
  - Bastard-Mehlbeeren (Sorbus latifolia agg.), Bäume, 6 bis 20 m, zahlreiche einheimische Kleinarten
  - Vogesen-Mehlbeere (Sorbus mougeotii), 5 bis 10 m, einheimisch
  - Pannonische Mehlbeere (Sorbus pannonica), Strauch, bis 10 m, einheimisch
  - Hersbrucker Mehlbeere (Sorbus pseudothuringiaca), Strauch, 5 bis 15 m, einheimisch
  - Elsbeere (Sorbus torminalis), Baum, als Einzelbaum ca. 15 m, als Waldbaum bis über 30 m, einheimisch
- Mispel (Mespilus germanica), Strauch, bis 3 (6) m, kultiviert, selten eingebürgert. Heimat: Westasien bis Südeuropa
- Eingriffeliger Weißdorn (Crataegus monogyna), Strauch, 1–2 m, einheimisch
- Zweigriffeliger Weißdorn (Crataegus laevigata), Strauch, bis 4 m, einheimisch
- Großkelchiger Weißdorn (Crataegus rhipidophylla), einheimisch

Wildwachsende Weißdorne sind sehr oft Hybride zwischen diesen drei Arten. Zu diesen zählt auch der oft als Straßenbaum gepflanzte Rotdorn (Crataegus × media var. Paulii).
- Mittelmeer-Feuerdorn (Pyracantha coccinea), Strauch, 2–3 m, kultiviert, selten verwildert. Heimat: Südeuropa, Westasien.
- Gewöhnliche Felsenbirne (Amelanchier ovalis), einheimisch
- Weitere kultivierte Arten sind eingebürgert: Besen-Felsenbirne (Amelanchier spicata), Kupfer-Felsenbirne (Amelanchier lamarckii), Erlenblättrige Felsenbirne (Amelanchier alnifolia)
- Gewöhnliche Zwergmispel (Cotoneaster integerrimus), Strauch, 1 bis 1,5 m, einheimisch
- Filzige Zwergmispel (Cotoneaster tomentosus), Strauch, 1 bis 2 m, einheimisch

#### Steinobst
Zur Tribus der Steinobstgewächse (Amygdaleae) zählen Zwetschge, Kirsche, Aprikose, Pfirsich und Mandel aus der Gattung Prunus.
- Vogel-Kirsche, Vogelkirsche (Prunus avium), Baum, bis 25 m, einheimisch
- Zwerg-Kirsche (Prunus fruticosa), Strauch, 0,2 bis 1 m, einheimisch
- Felsenkirsche, Steinweichsel (Prunus mahaleb), Strauch oder Baum, 3 bis 10 m, einheimisch
- Gewöhnliche Traubenkirsche (Prunus padus), Baum, bis 15 m, einheimisch
  - Felsen-Trauben-Kirsche (Prunus padus subsp. petraea), Strauch, 1 bis 5 m, einheimisch
- Schlehdorn, auch Schlehe oder Schwarzdorn, (Prunus spinosa), Strauch, bis 3 m, einheimisch
- Kirschpflaume (Prunus cerasifera), 3–4 (8) m, kultiviert und eingebürgert, Heimat: Asien
- Sauerkirsche (Prunus cerasus), kultiviert, Heimat: Südost-Europa, Kleinasien
  - Strauchige Sauerkirsche (Prunus cerasus subsp. acida), Strauch, 0,5 bis 1,5 m, eingebürgert
- Zwetschge, Pflaume (Prunus domestica), Baum, bis 8 m, kultiviert und eingebürgert, Heimat: Vorderasien
  - Hafer-Pflaume (Prunus domestica subsp. insititia), 3 bis 7 m, kultiviert und eingebürgert
- Mittlere Weichsel (Prunus × eminens): P. cerasus × P. fruticosa, Strauch, 0,5 bis 1 m, Zierstrauch und eingebürgert.
- Kirschlorbeer (Prunus laurocerasus), angepflanzt, sehr selten verwildernd, Heimat: Kleinasien
- Späte Traubenkirsche (Prunus serotina), Baum, bis 20 m, eingebürgert, Heimat: Nordamerika
- Zwerg-Mandel (Prunus tenella), Strauch bis 1,5 m, Südosteuropa bis Kasachstan, in Mitteleuropa Ostösterreich und Mähren

#### Rosoideae

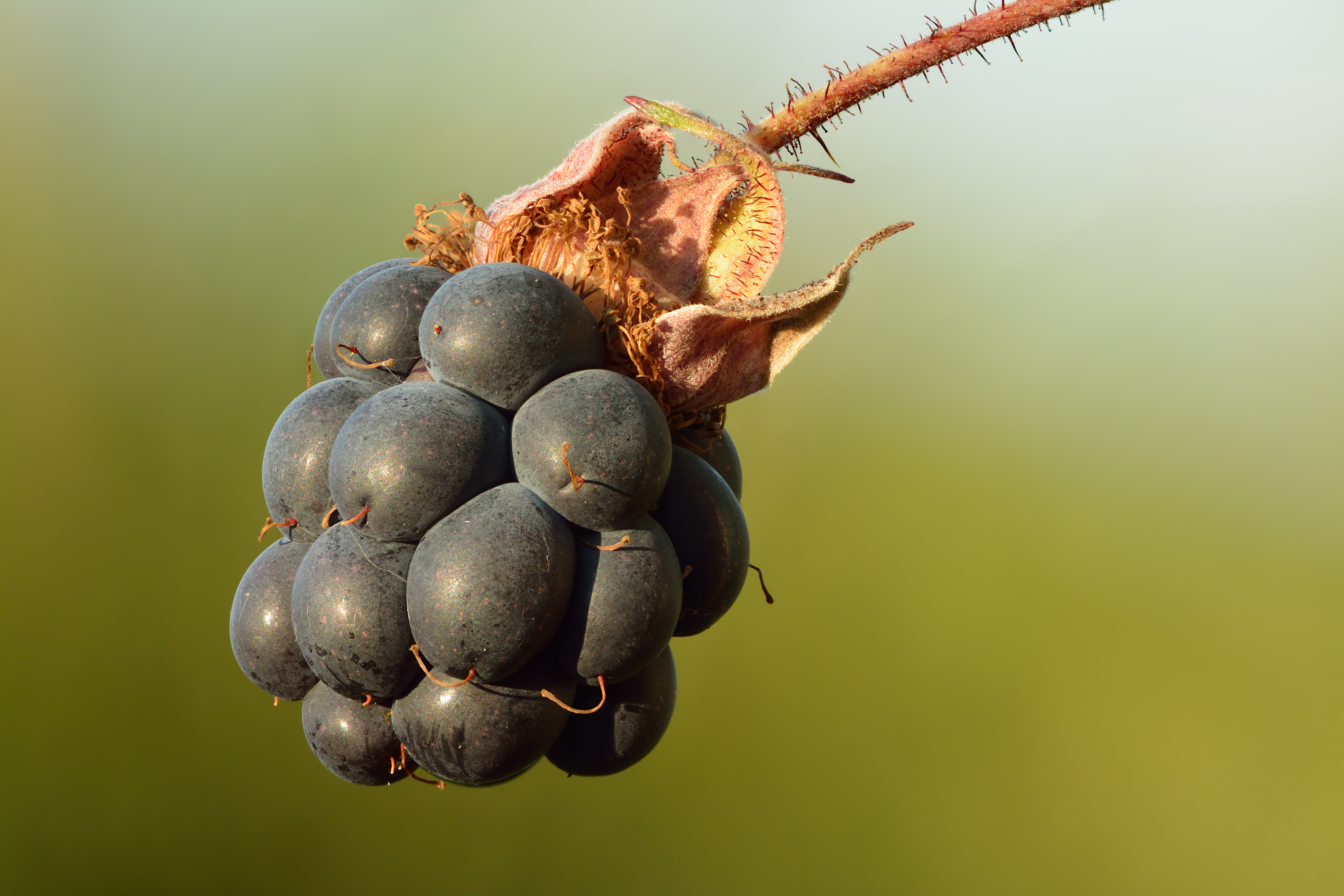
Kratzbeere

Zu den Rosoideae zählen Erdbeeren (Fragaria) und Hagebutte (Rosa) mit Sammel-Nussfrüchten, sowie Himbeere und Brombeeren mit ihren Sammel-Steinfrüchten. Die Brombeeren umfassen etwa 100 Arten.
- Tannen-Rose (Rosa abietina), Strauch, bis 3 m, einheimisch
- Acker-Rose (Rosa agrestis), Strauch, bis 2,5 m, einheimisch
- Feld-Rose (Rosa arvensis), Strauch, bis 2 m, einheimisch
- Hagebutte, Hundsrose (Rosa canina), Strauch, bis 3 m, einheimisch
- Keilblättrige Rose (Rosa elliptica), Strauch, bis 2 m, einheimisch
- Essig-Rose (Rosa gallica), Strauch, bis 1 m, einheimisch
- Rotblättrige Rose (Rosa glauca), Strauch, bis 2,5 m, einheimisch
- Duftarme Rose (Rosa inodora), Strauch, bis 2 m, einheimisch
- Raublättrige Rose (Rosa jundzillii), Strauch, 1 bis 2 m, einheimisch
- Zimt-Rose (Rosa majalis), Strauch, bis 1,5 m, einheimisch
- Kleinblütige Rose (Rosa micrantha), Strauch, bis 2,5 m, einheimisch
- Alpen-Rose (Rosa pendulina), Strauch, 1 bis 2,5 m, einheimisch
- Bibernell-Rose (Rosa spinosissima), Strauch, 0,2 bis 1 m, einheimisch
- Wein-Rose (Rosa rubiginosa), Strauch, bis 2 m, einheimisch
- Verwachsengriffelige Rose (Rosa stylosa), Strauch, bis 2 m, einheimisch
- Stumpfblättrige Rose (Rosa tomentella), Strauch, bis 3 m, einheimisch
- Kartoffel-Rose (Rosa rugosa), Strauch, 1 bis 2 m, eingebürgert. Heimat Ostasien
- Vielblütige Rose (Rosa multiflora), Strauch bis 2 m, eingebürgert. Heimat: Ostasien
- Kratzbeere (Rubus caesius), Scheinstrauch, einheimisch
- Himbeere (Rubus idaeus), Scheinstrauch, 1–2 m, einheimisch
- Brombeeren (Rubus fruticosus agg.), Scheinsträucher, einheimisch
- Japanische Weinbeere (Rubus phoenicolasius), Scheinstrauch, eingebürgert, Heimat: Ostasien
- Zimt-Himbeere (Rubus odoratus), Scheinstrauch, bis 2 m, kultiviert und eingebürgert. Heimat: Nordamerika
- Japanische Kerrie, auch Ranunkelstrauch (Kerria japonica), verbreiteter Zierstrauch

#### Spiraeoideae
- Ulmen-Spierstrauch[4] (Spiraea chamaedryfolia), Strauch, bis 1,5 m, einheimisch (Südost-Alpen)
- Weiden-Spierstrauch (Spiraea salicifolia), Strauch, bis 2 m, einheimisch (Österreich)
- Friaul-Spierstrauch (Spiraea decumbens), Strauch, einheimisch (Kärnten)

Aus der Gattung der Spiersträucher werden weitere Arten als Ziergehölze gepflanzt, eingebürgert sind
- Weißer Spierstrauch (Spiraea alba), Strauch, bis 1,5 m, Heimat: östliches Nordamerika
- Billards Spierstrauch (Spiraea × billardii), Strauch, bis 2 m
- Filziger Spierstrauch (Spiraea tomentosa), Strauch, bis 1,2 m, Heimat: östliches Nordamerika
- Douglas-Spierstrauch (Spiraea douglasii), Strauch, bis 2 m
- Japanischer Spierstrauch (Spiraea japonica), Strauch, bis 2 m
- Schneeballblättrige Blasenspiere (Physocarpus opulifolius), Strauch, bis 3 m, kultiviert, seit einigen Jahren verwildernd. Heimat: Nordamerika
- Sibirische Fiederspiere (Sorbaria sorbifolia), Strauch, bis 3 m, kultiviert und verwildernd. Heimat: Nordsibirien

### Pimpernussgewächse
Die Pimpernussgewächse sind mit einer Art in Mitteleuropa vertreten.
- Pimpernuss (Staphylea pinnata), Strauch 3–4 m, einheimisch

### Stachelbeergewächse
Die Stachelbeergewächse (Grossulariaceae) sind sommergrüne Sträucher mit nur einer Gattung: Ribes.
- Alpenjohannisbeere (Ribes alpinum), Strauch, 0,8 bis 2 m, einheimisch
- Schwarze Johannisbeere (Ribes nigrum), Strauch, 0,8 bis 1,5 m, einheimisch
- Felsen-Johannisbeere (Ribes petraeum), Strauch, 1 bis 2 m, einheimisch
- Rote Johannisbeere (Ribes rubrum), Strauch, 1 bis 1,5 m, einheimisch
- Ährige Johannisbeere (Ribes spicatum), Strauch, 1 bis 1,5 m, selten kultiviert und eingebürgert. Heimat: Sibirien, bis Nord- und Osteuropa
- Gold-Johannisbeere (Ribes aureum), Strauch, 2 bis 3 m, kultiviert, selten eingebürgert. Heimat: Nordamerika
- Stachelbeere (Ribes uva-crispa), Strauch, 0,80 bis 2 m, einheimisch

### Geißblattgewächse
Die Geißblattgewächse (Caprifoliaceae) sind meist Sträucher und bestehen weltweit aus etwa 450 Arten in 15 Gattungen.
- Alpen-Heckenkirsche (Lonicera alpigena), Strauch, 0,5 bis 2 m, einheimisch
- Blaue Heckenkirsche (Lonicera caerulea), Strauch, 0,6 bis 1,2 m, einheimisch
- Schwarze Heckenkirsche (Lonicera nigra), Strauch, 0,5 bis 1 m, einheimisch
- Rote Heckenkirsche (Lonicera xylosteum), Strauch, 1–2 m, einheimisch
- Tataren-Heckenkirsche (Lonicera tatarica), Strauch, 1 bis 3 m, kultiviert, selten eingebürgert
- Gewöhnliche Schneebeere (Symphoricarpos albus), Strauch, 1 bis 1,5 m, kultiviert und eingebürgert, aus Nordamerika
- Zwei heimische Arten sind holzige Lianen:
  - Gartengeißblatt (Lonicera caprifolium)
  - Waldgeißblatt (Lonicera periclymenum)

### Moschuskrautgewächse(Adoxaceae)
- Schwarzer Holunder (Sambucus nigra), Strauch, 3–7 m, einheimisch
- Roter Holunder (Sambucus racemosa), Strauch, 1 bis 3 m, einheimisch
- Gemeiner Schneeball (Viburnum opulus), Strauch, 1,50–3,00 m, einheimisch
- Wolliger Schneeball (Viburnum lantana), Strauch, 2–4 m, einheimisch

### Schmetterlingsblütler
Die Schmetterlingsblütler (Fabaceae) sind eine artenreiche Familie.
- Schwarzwerdender Ginster (Cytisus nigricans), Strauch, 0,3 bis 1,2 (2) m, einheimisch
- Besenginster (Cytisus scoparius), Strauch, 0,5 bis 2 m, einheimisch
- Englischer Ginster (Genista anglica), Strauch, 0,1 bis 0,4 m, einheimisch
- Deutscher Ginster (Genista germanica), Strauch, 0,1 bis 0,6 m, einheimisch
- Behaarter Ginster (Genista pilosa), Strauch, 0,1 bis 0,3 (1,5) m, einheimisch
- Färber-Ginster (Genista tinctoria), Strauch, 0,2 bis 0,6 m, einheimisch
- Gelber Blasenstrauch (Colutea arborescens), Strauch, bis 5 m, eingebürgert
- Flügelginster (Chamaespartium sagittale), einheimisch
- Erbsenstrauch (Caragana arborescens), Strauch, 2,5 bis 4 (6) m, angepflanzt, sehr selten verwildert
- Gestreifter Ginster (Cytisus striatus), Strauch, 1 bis 3 m, eingebürgert
- Gemeiner Goldregen (Laburnum anagyroides), Zierstrauch, bis 7 m, eingebürgert. Heimat: Südeuropa.
- Robinie (Robinia pseudoacacia), Baum, bis 25 m, Heimat Nordamerika, wurde forstwirtschaftlich angebaut, eingebürgert
- Amerikanische Gleditschie (Gleditsia triacanthos), Baum bis 40 m, Heimat Nordamerika
- Gewöhnlicher Stechginster (Ulex europaeus), Strauch, 0,6 bis 2 m, eingebürgert, Heimat: Westeuropa

### Berberitzengewächse
Die Berberitzengewächse (Berberidaceae) besitzen weltweit 650 Arten.
- Berberitze (Berberis vulgaris), Strauch, bis 3 m, einheimisch
- Mahonie (Mahonia aquifolium), Strauch, bis 1 m, eingebürgert, Heimat: westliches Nordamerika

### Hartriegelgewächse
Zur Familie der Hartriegelgewächse (Cornaceae) gehören:
- Blutroter Hartriegel (Cornus sanguinea), Strauch, 1,0–5,5 m, einheimisch
- Kornelkirsche (Cornus mas), Strauch, 2–6 (8) m, einheimisch
- Seidiger Hartriegel (Cornus sericea), Strauch, eingebürgert, Heimat: Nordamerika
- Tatarischer Hartriegel (Cornus alba), Strauch, eingebürgert, Heimat: Asien bis Osteuropa

### Ölweidengewächse
Aus den Ölweidengewächsen (Elaeagnaceae) ist nur eine Art heimisch:
- Sanddorn (Hippophae rhamnoides), Strauch, 1–4 (11) m, einheimisch
  - Küsten-Sanddorn (Hippophae rhamnoides subsp. rhamnoides)
  - Karpaten-Sanddorn (Hippophae rhamnoides subsp. carpatica)
  - Gebirgs-Sanddorn (Hippophae rhamnoides subsp. fluviatilis)
- Schmalblättrige Ölweide (Elaeagnus angustifolia), Strauch/Baum, bis 5 m, möglicherweise eingebürgert, Heimat: Asien.
- Silber-Ölweide (Eleagnus commutata), Strauch, bis 4 m, möglicherweise eingebürgert, Heimat: Nordamerika.

### Seidelbastgewächse
- Alpen-Seidelbast (Daphne alpina), Zwergstrauch, 0,2 bis 1 m. Einheimisch in Österreich und der Schweiz, nicht in Deutschland.
- Rosmarin-Seidelbast (Daphne cneorum), Zwergstrauch, 0,1 bis 0,4 m, einheimisch
- Lorbeer-Seidelbast (Daphne laureola), Strauch, 0,4 bis 1,2 m, einheimisch
- Echter Seidelbast oder Kellerhals (Daphne mezereum), Strauch, 0,3 bis 1,5 (2,5) m, einheimisch
- Gestreifter Seidelbast (Daphne striata), Zwergstrauch, bis 0,15 (0,35) m, einheimisch

### Spindelbaumgewächse
- Gewöhnlicher Spindelstrauch, Europäisches Pfaffenhütchen (Euonymus europaeus), Strauch/Baum, bis 6 m, einheimisch
- Breitblättriger Spindelstrauch (Euonymus latifolius), Strauch, 1 bis 5 m, einheimisch (Alpenvorland)

### Hortensiengewächse(Hydrangeaceae)
- Europäischer Pfeifenstrauch, Falscher Jasmin, Bauernjasmin (Philadelphus coronarius), kultiviert, selten eingebürgert

### Tamariskengewächse (Tamaricaceae)
- Deutsche Tamariske (Myricaria germanica), Strauch, 0,6 bis 2 m, einheimisch

### Heidekrautgewächse(Ericaceae)

#### Rhododendron
- Rostblättrige Alpenrose (Rhododendron ferrugineum), Strauch 0,2 bis 1 m, einheimisch
- Bewimperte Alpenrose (Rhododendron hirsutum), Strauch, 0,2 bis 1 m, einheimisch
- Sumpfporst (Rhododendron tomentosum, syn. Ledum palustre), Moorstrauch, 0,6 bis 1,5 m, einheimisch
- Grönländischer Porst (Rhododendron groenlandicum), Strauch, kultiviert und eingebürgert
- Pontische Azalee (Rhododendron ponticum), Strauch, 1 bis 4 m, lokal eingebürgert

#### Rhodothamnus
- Zwergalpenrose (Rhodothamnus chamaecistus), Zwergstrauch, 0,2 bis 0,4 m, einheimisch (Ostalpen)

#### Weitere Gattungen
Die Familie umfasst weitere Zwergsträucher wie Besenheide (Calluna vulgaris), Heidelbeere (Vaccinium myrtillus), Preiselbeere (Vaccinium vitis-idea) und zahlreiche andere.